# Szekfü András
Szekfü András (született Karafiáth, Budapest, 1941. szeptember 10. –) magyar filmtörténész, médiaszociológus, címzetes egyetemi tanár.

## Életpályája
Szülei: dr. Karafiáth Jenő vállalati jogtanácsos, Szebeny Klára külkereskedő. Nagyapja id. dr. Karafiáth Jenő politikus volt.
1959–1960-ban segédmunkás, gyógyszeripari szakmunkás volt. 1960–1963 között az ELTE Természettudományi Kar kutató vegyész szakán tanult, majd tanulmányait 1963–1968 között az ELTE Bölcsészettudományi Kar magyar-népművelés szakán folytatta.
1969–1990 között a Tömegkommunikációs Kutatóközpont, illetve a Magyar Közvéleménykutató Intézet munkatársa majd főmunkatársa.  1991–2003 között a Szezám Kommunikációs Kft. ügyvezetője. 1991–2020 között a Szignum Média Consulting Bt. ügyvezetője.
1975–1985 között (megszakításokkal) médiaszociológiát és filmelemzést tanított az ELTE BTK-n. 1983–1990 között tíz szemesztert tanított a Salzburgi Egyetemen, illetve a Bécsi Egyetemen. 1999–2003 között a Pécsi Tudományegyetem, 2005–2007 között a Pázmány Péter Katolikus Egyetem adjunktusa. 2007–2014 között a Zsigmond Király Főiskola tanszékvezető főiskolai tanára. Óraadóként tanított a Kodolányi János Főiskolán, a marosvásárhelyi Sapientia Erdélyi Magyar Tudományegyetemen és a Budapest Metropolitan Egyetemen.
1972-ben az ELTE egyetemi doktora lett, 2006-ban a Pécsi Tudományegyetemen PhD címet, 2010-ben a Színház és Filmművészeti Egyetemen DLA címet szerzett.
2008 óta a Pécsi Tudományegyetem címzetes egyetemi tanára, ugyancsak 2008-ban habilitált a Nyugat-magyarországi Egyetemen. 77 éves koráig, 2018-ig tanított.
Médiaszociológusként kutatási területe a kommunikációs egyenlőtlenségek és a mindenkori új kommunikációs technológiák.
Filmtörténészként foglalkozott Jancsó Miklós életével és művészetével, filmszemiotikával, a dokumentumfilm elméletével, valamint Hevesy Iván és Balázs Béla életével és munkásságával. 1968-tól megszakításokkal rendszeresen készít szakmai életút interjúkat filmrendezőkkel, operatőrökkel, más filmesekkel. A tanítás befejezése után a Nemzeti Filmintézet (NFI) tudományos kutatója lett, és interjúit az Így filmeztünk című könyvsorozatban publikálja.
Tagja volt a Magyar Amatőrfilm Szövetségnek, a Balázs Béla Stúdiónak, tagja a Filmművész Szövetségnek. Választmányi tagja volt a Duna Körnek, tagja volt a Nyilvánosság Klubnak. A Magyar Kommunikációtudományi Társaságnak alapító, elnökségi tagja volt, ma tagja. A Magyar Filmtudományi Társaság alapító szervezőbizottsági tagja, ma tagja. Nem volt és ma sem tagja politikai pártnak, kivéve egy évet a Magyarországi Zöld Párt alapítójaként (1989-1990).

## Magánélete
Első házassága: 1968-1971: Juhász Éva. Nevelt fia: Mertz Gábor (1966). Unokája: Mertz Dénes (2012).
Második házassága: 1972-ben házasodott össze Fallier Erikával. Gyermekeik: Karafiáth Balázs (1972), Szekfü Ádám (1974). Unokája: Karafiáth Anna Paloma (2016).

## Művei
- Filmesztétikai vázlat. Filmamatőrök Kiskönyvtára 1. kötet, Népművelési Propaganda Iroda, Budapest, 1969. p. 35 (Karafiáth András néven)
- Közvélemény és tömegkommunikáció (munkaértekezlet), MRT Tömegkommunikációs Kutatóközpont Szakkönyvtár 17. kötet, Budapest, 1971. p. 197 (szerkesztő)
- A mozgókép szemiotikája (szöveggyűjtemény), MRT Tömegkommunikációs Kutatóközpont Szakkönyvtár 22. kötet, Budapest, 1974. p. 258 (szerkesztő, Hoppál Mihállyal)
- Fényes szelek, fújjátok! – Jancsó Miklós filmjeiről. Magvető, Budapest, 1974. p. 384 Monográfia. Online: https://www.academia.edu/555016/
- A magyar sajtó olvasói (Sajtószociológiai adatok és elemzések két országos felvétel anyagából), Tanulmányok VIII. évfolyam 1. szám, Tömegkommunikációs Kutatóközpont, Budapest, 1976. p. 32
- [Elek Judit:] Majd holnap (stúdiófüzet, kézirat gyanánt), MAFILM Hunnia Stúdió – MOKÉP, Bp., 1979. p. 71 (szerkesztő)
- A tömegkommunikáció új útjai. Kossuth, Budapest, 1984. p. 104
- Nagymaros. (szerk.: Michael Köcherrel) Edition ÖH, Wien, 1987. (kétnyelvű, magyar/német) p. 140
- Kommunikáció, nyilvánosság, esélyegyenlőség Magyarországon – A távírótól a Web 2.0-ig. (PhD disszertáció) Előszó: Angelusz Róbert. Gondolat, Budapest, 2007. p. 153 Online: https://www.academia.edu/28377200/
- A cápa utolsó tangója – Médiaszociológiai tanulmányok a félkemény diktatúrában. Előszó: Révész Sándor. Gondolat, Budapest, 2008. p. 270 + p. 35 függelék. Online: https://www.academia.edu/30918535/
- A dokumentumfilm néhány elméleti kérdése és a huszadik századi magyar dokumentumfilm (DLA disszertáció, 2010.) https://www.academia.edu/396018/
- „Magánkalóz a filmdzsungelben” – Georg Höllering, a Hortobágy film rendezője. Gondolat, Budapest, 2014. p. 272. Online:  https://www.academia.edu/12691563/
- Így filmeztünk 1. kötet: Válogatás fél évszázad magyar filmtörténeti interjúiból. MMA Kiadó, Budapest, 2018. p. 324. Online: https://www.academia.edu/62634729/
- Így filmeztünk 2. kötet: Válogatás fél évszázad magyar filmtörténeti interjúiból. MMA Kiadó, Budapest, 2019. p. 488.
- Így filmeztünk 3. kötet: Jancsó és köre. MMA Kiadó, Budapest, 2021. p. 476.
- Így filmeztünk 4. kötet. MMA Kiadó, Budapest, 2023 (sajtó alatt)

Több mint 170 írása jelent meg, a magyaron kívül angol, német, spanyol, orosz és lengyel nyelven.

## Díjai, kitüntetései
- Szőts István-díj (2019)